# Winter-Paralympics 1976/Ski Alpin
Bei den I. Winter-Paralympics wurden zwischen dem 21. und 28. Februar 1976 in Örnsköldsvik 28 Wettbewerbe im Alpinen Skisport ausgetragen.

## Medaillenspiegel
| Platz | Land             | Goldmedaille | Silbermedaille | Bronzemedaille | Gesamt |
| ----- | ---------------- | ------------ | -------------- | -------------- | ------ |
| 1     | Schweiz          | 9            | 1              | —              | 10     |
| 2     | BR Deutschland   | 8            | 7              | 2              | 17     |
| 3     | Österreich       | 5            | 16             | 13             | 34     |
| 4     | Tschechoslowakei | 3            | —              | —              | 3      |
| 5     | Frankreich       | 2            | —              | 3              | 5      |
| 6     | Kanada           | 1            | —              | 2              | 3      |

## Klassifizierungen
| Klasse | Einstufungen |
| ------ | --- |
| I      | Stehend, Eine Beinamputation oberhalb des Knies                                                                  |
| II     | Stehend, Eine Beinamputation unterhalb des Knies                                                                 |
| III    | Stehend, Ein amputierter Arm                                                                                     |
| IV A   | Stehend, beidseitige Beinamputation unterhalb des Knies, leichte Zerebralparese oder ähnliche Beeinträchtigungen |
| IV B   | Stehend, beidseitige Armamputation                                                                               |

## Frauen
| Disziplin          | Klasse | Gold                  | Silber          | Bronze          |
| ------------------ | ------ | --------------------- | --------------- | --------------- |
| Riesenslalom       | I      | Annemie Schneider     | Brigitte Rajchl | Ursula Steiger  |
| Riesenslalom       | II     | Irene Moillen         | Heidi Jauk      | Lorna Manzer    |
| Riesenslalom       | III    | Eva Lemezova          | Traudl Weber    | —               |
| Riesenslalom       | IV A   | Elisabeth Osterwalder | —               | —               |
| Riesenslalom       | IV B   | Petra Merkott         | —               | —               |
| Slalom             | I      | Annemie Schneider     | Ursula Steiger  | Brigitte Rajchl |
| Slalom             | II     | Irene Moillen         | Heidi Jauk      | Lorna Manzer    |
| Slalom             | III    | Eva Lemezova          | Traudl Weber    | —               |
| Slalom             | IV B   | Petra Merkott         | —               | —               |
| Alpine Kombination | I      | Annemie Schneider     | Brigitte Rajchl | Ursula Steiger  |
| Alpine Kombination | II     | Irene Moillen         | Heidi Jauk      | —               |
| Alpine Kombination | III    | Eva Lemezova          | Traudl Weber    | —               |
| Alpine Kombination | IV B   | Petra Merkott         | —               | —               |

## Männer
| Disziplin          | Klasse | Gold                 | Silber               | Bronze               |
| ------------------ | ------ | -------------------- | -------------------- | -------------------- |
| Riesenslalom       | I      | Ulli Helmbold        | Hans Strasser        | Franz Meister        |
| Riesenslalom       | II     | Eugen Diethlem       | Herbert Millendorfer | Remy Arnod           |
| Riesenslalom       | III    | Heinz Moser          | Manfred Brandl       | Franz Perner         |
| Riesenslalom       | IV A   | Bernard Baudean      | Anton Berger         | Anton Ledermaier     |
| Riesenslalom       | IV B   | Adolf Hagn           | Horst Morokutti      | Peter Braun          |
| Slalom             | I      | Franz Meister        | Peter Perner         | Hans Strasser        |
| Slalom             | II     | Josef Meusburger     | Peter Portisch       | Herbert Millendorfer |
| Slalom             | III    | Heinz Moser          | Manfred Brandl       | Franz Perner         |
| Slalom             | IV A   | John Gow             | Richard Prager       | Bernard Baudean      |
| Slalom             | IV B   | Felix Gisler         | Horst Morokutti      | Willi Berger         |
| Alpine Kombination | I      | Hans Strasser        | Franz Meister        | Walter Laurer        |
| Alpine Kombination | II     | Herbert Millendorfer | Eugen Diethlem       | Remy Arnod           |
| Alpine Kombination | III    | Heinz Moser          | Manfred Brandl       | Franz Perner         |
| Alpine Kombination | IV A   | Bernard Baudean      | Richard Prager       | Anton Berger         |
| Alpine Kombination | IV B   | Horst Morokutti      | Adolf Hagn           | Willi Berger         |